# NGC 2573B
NGC 2573B је галаксија у сазвежђу Октант која се налази на NGC листи објеката дубоког неба.
Деклинација објекта је - 89° 6' 55" а ректасцензија 23h 7m 32,0s. Привидна величина (магнитуда) објекта NGC 2573 износи 14,5 а фотографска магнитуда 15,1. NGC 2573B је још познат и под ознакама ESO 1-8, AM 2240-892, PGC 70533.